# Nephrotoma kaulbacki
Nephrotoma kaulbacki är en tvåvingeart som beskrevs av Alexander 1951. Nephrotoma kaulbacki ingår i släktet Nephrotoma och familjen storharkrankar. Inga underarter finns listade i Catalogue of Life.